# Alxa Left Banner Airport
Alxa Left Banner Airport är en flygplats i Kina. Den ligger i den autonoma regionen Inre Mongoliet, i den norra delen av landet, omkring 560 kilometer sydväst om regionhuvudstaden Hohhot.
Runt Alxa Left Banner Airport är det mycket glesbefolkat, med 2 invånare per kvadratkilometer. Omgivningarna runt Alxa Left Banner Airport är i huvudsak ett öppet busklandskap.
Genomsnittlig årsnederbörd är 301 millimeter. Den regnigaste månaden är juli, med i genomsnitt 72 mm nederbörd, och den torraste är december, med 1 mm nederbörd.